# فوئنتس کالینتس
فوئنتس کالینتس (به اسپانیایی: Fuentes Calientes) یک شهرستان در اسپانیا است که در استان تروئل واقع شده‌است.

## خصوصیات
فوئنتس کالینتس ۲۵ کیلومترمربع مساحت و ۱۳۰ نفر جمعیت دارد.